# The Vancouver Sun
The Vancouver Sun é um jornal de Vancouver que é publicado diariamente desde 1912.